# Focke-Wulf Ta 152
Focke-Wulf Ta 152 е немски височинен прехващач от периода на Втората световна война, разработен от Курт Танк и произвеждан от фирмата Focke-Wulf в края на 1944 и началото на 1945 г.

## Разработка
Тази 152 е доразработка на прехващача Focke-Wulf Fw 190 D-9. Първоначално е било планирано да се произвежда в три модификации:
- Ta 152H Höhenjäger – височинен прехващач;
- Ta 152C е щурмови самолет с по-малко крило и друг двигател;
- Ta 152E е изтребител-разузнавач с двигател от модификация Н и крило от модификация C.

Поради тежкото положение на Нацистка Германия в края на войната, единствено проектът на прехващача успява да види бял свят.

## Бойно приложение
Първият Ta 152H постъпва в бойните части на Луфтвафе през януари 1945 година. Въпреки факта, че един от източниците погрешно определя общия брой на произведените самолети (включително опитните образци) на 220 броя, в действителност са произведени 43 самолета – явно недостатъчно количество, за да може Ta 152 да окаже някакво влияние върху хода на бойните действия.

## Тактико-технически характеристики
Посочените данни са за модификацията Ta 152 H-1.
Технически характеристики
- Екипаж: 1
- Дължина: 10,82 m
- Размах на крилете: 14,44 m
- Височина: 3,36 m
- Площ на крилете: 23,5 m²
- Тегло празен: 4031 kg
- Тегло пълен: 4727 kg
- Максимално полетно тегло: 5217 kg
- Двигател: 1 × инвертен V12 с течно охлаждане Jumo 213E, форсажни система GM-1 (N2O) и MW 50
- Мощност на двигателя: 1 × 1750 к.с.; 2050 к.с. с използване на MW-50 (1 × 1287 kW)

Летателни характеристики
- Максимална скорост: 759 km/h на 12 500 m с използване на GM-1
- Далечина на полета: 2000 km
- Таван на полета: 15 100 m с използване на GM-1
- Скороподемност: 20 m/s при тегло 5217 kg, 25,4 m/s, при тегло 4727 kg
- Натоварване на крилото: 196,8 kg/m²

Въоръжение
- 1 × 30 mm авиационно оръдие MK 108 с боезапас от 90 патрона, 2 × 20 mm авиационно оръдие MG 151/20 с боезапас от по 150 патронов на цев.

## Запазени екземпляри
Единственият запазен екземпляр на самолета е Ta 152 Н-0, използван от Jagdgeschwader 301. Намира се в един от складовете на Националния музей на авиацията и космонавтиката в Сютланд, щата Мериленд, САЩ, където му предстои реставрация. Точната история на този апарат е неизвестна.